# Wolfgang Lenz
Wolfgang Lenz (* 17. März 1925 in Würzburg; † 1. Januar 2014) war ein deutscher Maler und Grafiker. Er gilt als bedeutender Vertreter des Phantastischen Realismus.

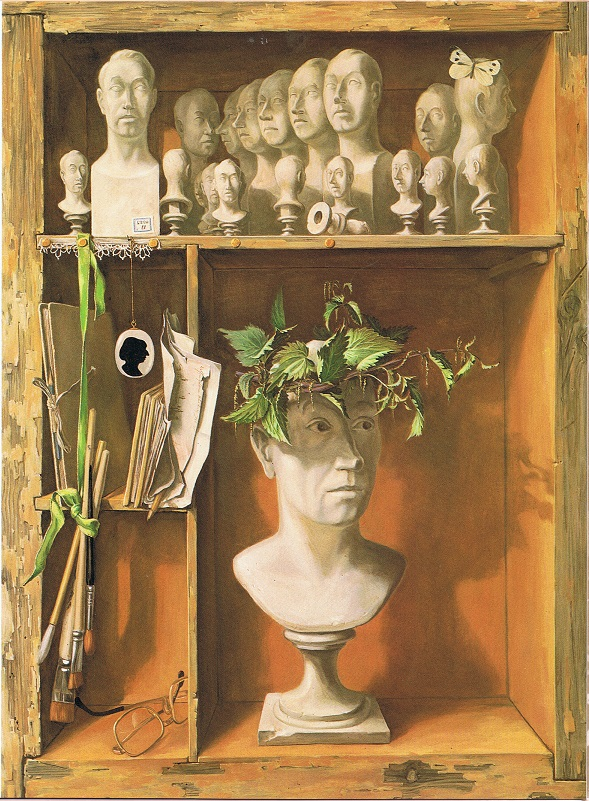
Wolfgang Lenz Kastenbild mit Gipsbüsten, Öl auf Hartfaser, 1984/85, 92 × 68 cm, Foto: Lenz privat

## Leben
Wolfgang Lenz wurde in Würzburg geboren, wo er auch seine Jugendjahre verbrachte. Schon vor seinem Kriegsdienst 1943 bis 1945 interessierte er sich für die Malerei. Nach Kriegsende absolvierte er eine Malerlehre und besuchte von 1947 bis 1949 die Würzburger Kunst- und Handwerkerschule. Sein Lehrer war Heiner Dikreiter, der Gründer der Städtischen Galerie Würzburg, der ihn in Freihand- und Aktzeichnen schulte.
1949 nahm Lenz ein Studium an der Akademie der Bildenden Künste in München auf und kam in die Klasse von Hermann Kaspar. Ein Stipendium mit einem einjährigen Aufenthalt in Rom von 1955 bis 1956 unterbrach sein Studium in München. Hier erhielt er die Gelegenheit die italienische Malerei und Architektur der Renaissance und des Barock eingehend zu studieren. Anschließend kehrte er als Meisterschüler von Hermann Kaspar an die Münchner Akademie zurück und legte dort 1958 sein Diplom ab.
Schon 1954 ermöglichte ihm sein ehemaliger Lehrer und Mentor Dikreiter eine erste Ausstellung seiner Bilder in Würzburg. Eine zweite folgte vier Jahre später. Seine Grafiken stellte das Goethe-Institut in Rom aus.
Ab 1959 wirkte Lenz als Dozent an der Würzburger Werkkunstschule. Im Jahre 1963 heiratete er Hella Seibel (jetzt Hella Lenz). Zwei Jahre später kam Tochter Barbara Lenz, die auch künstlerisch tätig ist, zur Welt. Seine Lehrtätigkeit an der Werkkunstschule übte Lenz bis 1971 aus. Seitdem arbeitete er als freischaffender Maler und Grafiker.
Im privaten und öffentlichen Auftrag malte er in Würzburg, Aschaffenburg, Wiesbaden, Straubing und München. Seinen Wohnsitz bzw. sein Wohnhaus hatte er in Würzburg.
1983 hielt Lenz sich im Rahmen eines Künstleraustausches für sechs Wochen in Ōtsu, der Partnerstadt Würzburgs in Japan auf, 1992 folgte ein zweimonatiger Ehrengastaufenthalt in der Villa Massimo in Rom.

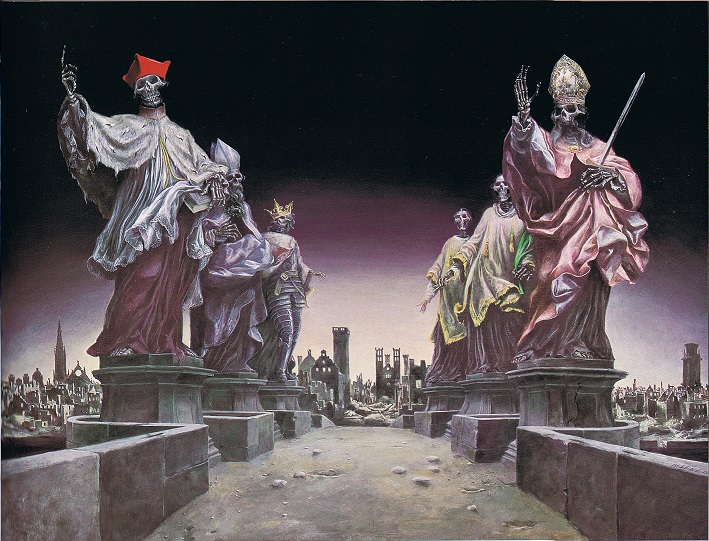
Wolfgang Lenz Würzburger Totentanz – zum 16.März 1945, Öl auf Hartfaser, 1970, 60 × 80 cm, Foto: Lenz privat

## Werk
Lenz malte Aquarelle, Gouachen, Hinterglasmalereien, fertigte Grafiken und trat mit Bildern des Phantastischen Realismus hervor. Er entwarf auch Bühnenbilder und Kostüme für Theateraufführungen. Als Künstler für Wand- und Deckenmalerei genoss er einen beachtlichen Ruf. In seiner Heimatstadt Würzburg hat er einen sechsteiligen Gemäldezyklus, der unter anderem die Zerstörung des Juliusspitals beim Bombenangriff 1945 zeigt, geschaffen und 1984 den großen Plenarsaal des Rathauses ausgemalt. Hervorzuheben sind auch die Bemalung des Eisernen Vorhangs und der Decke im Hessischen Staatstheater Wiesbaden.
Besondere Bekanntheit erlangte Lenz mit dem Würzburger Totentanz aus dem Jahr 1970. Dieses zum 25. Jahrestag der Stadtvernichtung durch ein Flächenbombardement der Royal Air Force am 16. März 1945 geschaffene Bild fand als Plakat weite Verbreitung und kann als die künstlerische Umsetzung des Würzburger Traumas schlechthin gelten.
Die von Wolfgang Lenz 1978 bis 1986 rekonstruierten und ergänzten Hinterglasmalereien ermöglichten die vollständige Wiederherstellung des im Krieg zerstörten Spiegelkabinetts in der Würzburger Residenz.
Ausstellungen seiner Werke fanden in Würzburg, Nürnberg, München, Frankfurt am Main, Hannover, Caen, Ōtsu und Brighton statt.

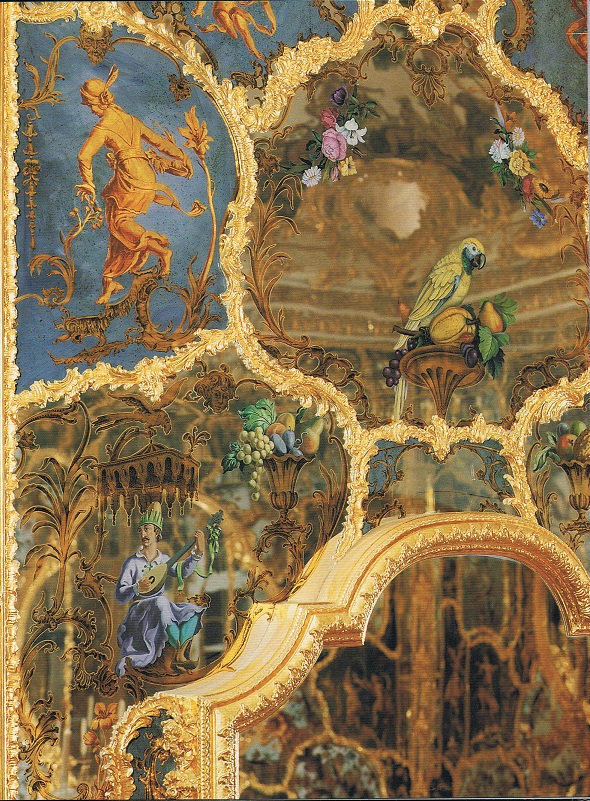
Wolfgang Lenz, Ausschnitt Hinterglasmalerei im Spiegelkabinett der Residenz Würzburg, 1983, Foto: Lenz privat

## Einzelne Werke
- Ausmalung der „Laube“ im Würzburger Ratskeller, 1971 bis 1973
- Bühnenbild und Kostüme zu Mozarts Don Giovanni, Stadttheater Würzburg, 1973
- Bühnenbild und Kostüme zu Mozarts Die Gärtnerin aus Liebe, Stadttheater Würzburg, 1975
- Schaffung eines neuen Bühnenvorhangs und Wiederherstellung der Deckenmalerei im Staatstheater Wiesbaden, 1977 bis 1978
- Hochaltarbild für die Asamkirche in Straubing, 1981
- Bühnenbild für Telemanns Pimpinone an der Bayerischen Kammeroper Veitshöchheim, 1982
- Ausmalung des „Café Mozart“ in Würzburg, 1982
- Deckenausmalung der Sandkirche in Aschaffenburg, 1986
- Rekonstruktion und Ergänzung aller Hinterglasmalereien des Spiegelkabinetts der Würzburger Residenz, 1978 bis 1986
- Ausmalung des großen Plenarsaales im Würzburger Rathaus, 1984 bis 1987
- Ausmalung des „Café Prinzipal“ im Prinzregententheater München, 1997
- Ausmalung der fränkischen Weinstube in der Vertretung des Freistaates Bayern in Berlin, 1998 bis 1999
- Ausmalung des Gartenpavillons im Juliusspital Würzburg, 2000
- 4,5 m breite Bildtafel zur Ortsgeschichte im Sitzungssaal der Gemeinde Estenfeld, 2004

## Ehrungen
- Bundesverdienstkreuz am Bande (9. Mai 1975)[3]
- Kulturpreis der Stadt Würzburg, 1977
- Medaille der Stadt Würzburg, 1985
- Bayerischer Verdienstorden, 1989
- Kulturpreis der Bayerischen Landesstiftung, 1990
- Ehrengastaufenthalt in der Deutschen Akademie „Villa Massimo“ in Rom, 1992
- Medaille „Pro meritis scientiae et litterarum“ des Bayerischen Kultusministeriums, 1998
- Verleihung des „Tanzenden Schäfers“ der Stadt Würzburg, 2005

## Posthume Würdigung
Im März 2014 wurde der Wolfgang-Lenz-Weg im Stadtbezirk Steinbachtal nach dem Künstler benannt.
Vom 23. August bis 21. September 2014 zeigte das Museum im Kulturspeicher Würzburg eine Auswahl von 70 Werken aus seinem Nachlass.